# Olexandr Mostovenko
Olexandr Mostovenko –en ucraniano, Олександр Мостовенко– es un deportista ucraniano que compitió en piragüismo en la modalidad de aguas tranquilas. Ganó una medalla de bronce en el Campeonato Europeo de Piragüismo de 2000, en la prueba de C4 200 m.

## Palmarés internacional
| Campeonato Europeo | Campeonato Europeo | Campeonato Europeo | Campeonato Europeo |
| Año                | Lugar              | Medalla            | Competición        |
| ------------------ | ------------------ | ------------------ | ------------------ |
| 2000               | Poznań (Polonia)   | Medalla de bronce  | C4 200 m           |